# Центар војних школа ВРС Рајко Балаћ
Центар војних школа Војске Републике Српске формиран је Наредбом Главног штаба ВРС од 12. јула 1993. године, а на основу тачке 6. Одлуке Председништва Републике Српске о формирању, организацији, формацији и командовању Војском Републике Српске (број 01-58/92).
Задатак да формира Центар добио је генерал Славко Лисица, тада са великим угледом у војсци и народу. Он је већ имао значајно искуство формирајући борбене и тактичке групе у Книнској Крајини и Војсци Републике Српске. Пре рата је и сам био наставник у Школском центру оклопно-механизованих јединица Југословенске народне армије (ШЦ ОМЈ ЈНА) Петар Драпшин.
Генерал Лисица је искористио могућност да бира тим и врло брзо је око себе окупио део старешина које су радиле у бившем Школском центру оклопно-механизованих јединица Југословенске народне армије, као и припаднике других школских центара, за које је имао податке да су у ВРС. Материјална база и простор коју је имао Школски центар оклопно-механизованих јединица ЈНА Петар Драпшин, а који се налазио у касарни Врбас у Бања Луци, искориштен је за потребе новог Центра.
Већ у августу месецу са школовањем је почела прва класа официра у Официрској школи.
Основни циљ формирања Центра јесте била попуна старешинским кадром јединица јер се већ на почетку осетио недостатак квалитетног командирског кадра. Један број старешина је био избачен из строја због рањавања, већ је било и погинулих, а део се није баш најбоље снашао у условима рата, што је захтевало тражење решења која ће овај проблем решити.
Избор кандидата за слушаоце у једногодишњој Официрској школи је био доста строг и тражило се да кандидат има најмање завршену средњу школу и да има искуство на командирским дужностима у рату, изузетно, да је проверени борац, са свим карактеристикама које красе врсног војника. Школовање је вршено за потребе родова: пешадије, оклопно-механизованих јединица (ОМЈ), артиљерије, артиљеријско-ракетних јединица противваздушне одбране (АРЈ ПВО), инжењерије, везе и техничке службе. У времену од 8. августа 1993. године до 26. јула 1997. године школовање су завршиле, четири класе са укупно 674 официра.
За шестомесечну подофицирску школу су такође важили оштри критеријуми, јер су се и они припремали за командирске дужности у рату. Школовани су за исте родове као и официри. У периоду од 2. августа 1993. године до 26. јула 1997. године школовање је завршило, седам класа са укупно 750 подофицира.
Школовање кадра је било за потребе Војске Републике Српске и за потребе Српске Војске Крајине.

## ЦВШ у рату
Због потреба фронта Главни штаб је донео одлуку да ЦВШ буде оперативна резерва Главном штабу ВРС. У више наврата је било потребе да припадници Центра интервенишу на фронту и помогну у одбрани угрожене територије. Тамо где су били, јуначки су се борили и доказали да нису случајно одабрани да се школују у ратном вихору. По предлогу команданта Центра, генерала Славка Лисице, формиран је ударни бетаљон који је употребљен октобра и новембра 1994. године, на просторима Грмеча.
У 1995. години било је много више потреба за ангажовање ове јединице. Одлуком команданта Главног штаба ВРС, ударни батаљон ЦВШ је употребљаван крајем маја на простору Грмеча, почетком септембра на планини Виторог код Шипова и половином септембра у одсудним борбама у одбрани Дубице и Градине као и платоа Мањаче. Командант Главног штаба ВРС је, говорећи о ангажовању Ударног батаљона Центра војних школа, истакао: „Тамо где је батаљон ЦВШ, за нас је сигуран простор и о њему више не бринемо“.
У крвавим борбама живот су изгубила и 24 припадника ЦВШ а међу њима је и командант Центра, пуковник Рајко Балаћ (4. новембра 1994. године), који је само неколико месеци по пријему дужности заједно са својим питомцима кренуо да животом заштити српску територију. За јуначко држање, постхумно, командант је унапређен у чин генерала и одликован Орденом Немањића, а Центар је по свом командату добио име ЦВШ ВРС Рајко Балаћ.
За заслуге у рату Центру је додељено највеће признање које јединица може добити, Орден Немањића.

## Мирнодопски период
У мирнодопском делу развоја Центра био је велики број реформи које су се брзо смењивале, што је свакако утицало на квалитет решења. Већина њих је обављена на захтев страних снага а у сврху смањења ВРС. Пребрзо се ишло у смањењу ВРС тако да се због бројног стања војске губила потреба за сложенијим обучавањем старешинског кадра. Тако се одмах по завршетку рата угасило школовање официра и прешло се на школовање резервних официра и подофицира али је и то у каснијем периоду угашено. Ишколована је у школској години 1997/98. једна класа једногодишњег школовања са 95 подофицира.
Тежиште је дато на школовању резервних официра у Школи резервних официра (ШРО), на краћим и ефикасним командним курсевима, изучавању страних језика, обуци деминера. Сложеније школовање официра свих профила вршено је у СР Југославији, односно Србији и Црној Гори. Тамо је вршена и обука подофицира.
Реформе су биле проведене уз доста проблема, јер је део старешина и радника у војсци остао без посла, а друштво није имало тренутна решења за збрињавање истих.
Због смањења локација за потребе војске Центар је јула 2004. године премештен у Залужане под именом Центар за усавршавање старешина ВРС „Рајко Балаћ“. Током свог постојања у Центру је одшколовано 670 официра и 750 подофицира, а крајем 2005. године престао је да постоји.

## Команданти
У ратном периоду (1992-1995. године) команданти Центра војних школа су били генерали: Славко Лисица, Рајко Балаћ и Грујо Борић.
После рата Центром су командовали: генерали Грујо Борић (1996) и Радомир Чавић (1996-1999), пуковник Мико Шкорић (1999-2004), потпуковник Велибор Пурковић и пуковник Драгиша Вулин, до укидања.